# Sporetolepis argyrolepia
Sporetolepis argyrolepia är en fjärilsart som beskrevs av George Francis Hampson 1910. Sporetolepis argyrolepia ingår i släktet Sporetolepis och familjen snigelspinnare. Inga underarter finns listade i Catalogue of Life.